# 회로 차단기

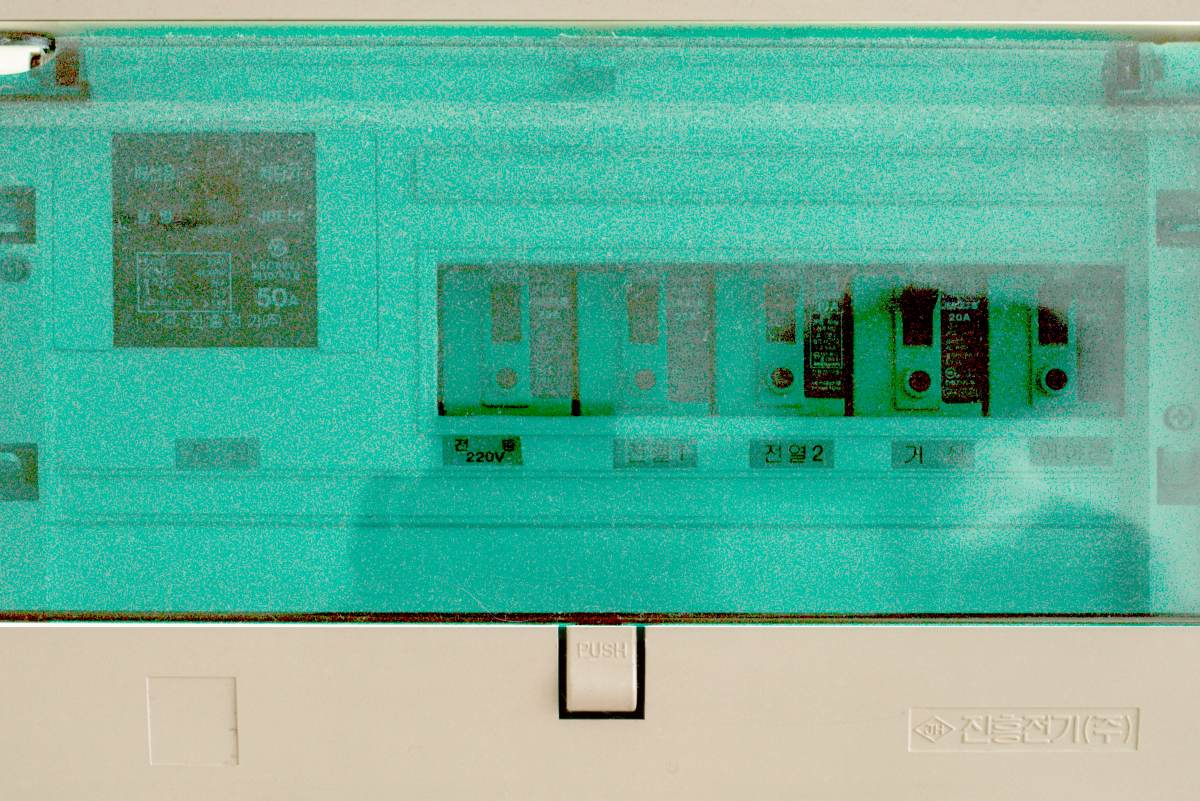
두꺼비집 이라고 불리는 차단기.

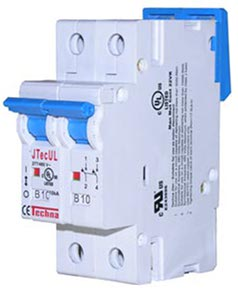
차단기

회로 차단기는 전기 회로에서 과부하가 걸리거나 단락으로 인한 피해를 막기 위해 자동으로 회로를 정지시키는 장치이다. 과부하 차단기(배선 차단기)와 누전 차단기로 나뉜다. 퓨즈와 다른 점은, 차단기는 어느 정도 시간이 지난 뒤에는, 원래의 기능이 동작하도록 복귀된다.
회로의 각개 요소요소 마다 하나씩 철치하는 것을 권장하고있다.

## 기원
최초 형태의 회로 차단기는 토머스 에디슨이 1879년 응용 특허에서 기술하였으나, 그의 상용 전력 분배 시스템은 퓨즈를 사용하였다. 이것의 목적은 전등 회로를 우발적인 합선으로부터 보호하기 위한 것이었다. 오늘날의 것과 비슷한 현대의 미니어처 회로 차단기는 1924년 브라운 보베리 시에가 특허를 보유하였다. 휴고 스토츠(Hugo Stotz)는 그의 회사를 BBC에 판매하였는데, DRP(Deutsches Reichspatent) 458392의 발명가로 간주되었다. 스토츠의 발명은 오늘날까지 가정 로드 센터에서 공용으로 사용되는 현대의 열자기 차단기의 전신이었다.

## 종류
- 저전압 회로 차단기
- 열자기 회로 차단기
- 공용 여행 차단기
- 중전압 회로 차단기
- 고전압 회로 차단기
- SF6 고전압 회로 차단기
- DCB(Disconnecting circuit breaker)
- CO2 고전압 회로 차단기

## 같이 보기
- 제너 다이오드